# Maladera implicata
Maladera implicata är en skalbaggsart som beskrevs av Brenske 1898. Maladera implicata ingår i släktet Maladera och familjen Melolonthidae. Inga underarter finns listade i Catalogue of Life.